# Pecadora (película de 1956)
Pecadora es una película en blanco y negro de Argentina dirigida por Enrique Carreras según su propio guion escrito en colaboración con Pedro Miguel Obligado sobre la obra teatral Una mujer cualquiera de Miguel Mihura que se estrenó el 23 de febrero de 1956 y tuvo como protagonistas a Olga Zubarry, Roberto Escalada, Susana Campos, Teresa Serrador y Carlos Estrada.

## Sinopsis
Una cantante de tangos queda involucrada en la muerte de un prestamista.

## Reparto
Participaron del filme los siguientes intérpretes:
- Olga Zubarry …Nieves
- Roberto Escalada …Luis / Antonio
- Susana Campos …Rosa
- Teresa Serrador …María
- Carlos Estrada …Ruiz
- María Esther Podestá …Juana
- Marcela Sola …Vestidora
- Carlos Romero
- Raúl Russo
- Félix Tortorelli
- Mario Perelli
- Rafael Chumbita …Taxista
- Domingo Garibotto …Sereno
- Arsenio Perdiguero
- José Maurer …Prestamista
- Aída Villadeamigo …Vecina 2
- Mario Savino …Mozo
- Martha Atoche …Vecina 1
- Mercdes Simone ... dobla a Olga Zubarry en el tango Yira Yira

## Comentarios
El Heraldo del Cinematografista comentó:

”buena fotografía y ritmo acelerado, cosas que disimulan un tanto las incongruencias del asunto.

Por su parte la crónica de Noticias Gráficas dijo:

”Además de ser una comedia mediocre (fue) escrita con un ojo en el teatro y otro en el cine…una serie de supersticiones y lugares comunes de lo que muchos piensan que es cine, tortura a Enrique Carreras.”